# بروليو نوبريغا
بروليو نوبريغا (بالإسبانية: Braulio Nóbrega)‏ (مواليد 18 سبتمبر 1985 في بيرتو ديل روساريو - إسبانيا) لاعب كرة قدم إسباني يلعب حاليا لصالح نادي الدرجة الثانية ريكرياتيفو الإسباني منذ 2010 في مركز المهاجم .

## وصلات خارجية
- بروليو نوبريغا على موقع الاتحاد الدولي (مؤرشف)  (الإنجليزية)
- بروليو نوبريغا على موقع قاعدة بيانات كرة القدم.إي يو (الإنجليزية)
- بروليو نوبريغا على موقع Soccerway.com (الإنجليزية)
- بروليو نوبريغا على موقع عالم كرة القدم.نت (الإنجليزية)
- بروليو نوبريغا على موقع AS.com (الإسبانية)